# Hilde Domin
Hilde Domin (Colonia, 27 luglio 1909 – Heidelberg, 22 febbraio 2006) è stata una poetessa e scrittrice tedesca.
Nata col nome Löwenstein, decide di cambiarlo in Domin dopo l'esilio trascorso nella Repubblica Dominicana.

## Biografia
Il padre Eugen Löwenstein, discendente da una rispettabile famiglia di Düsseldorf, è un avvocato. La madre Paula Trier, originaria di Francoforte sul Meno, ha studiato canto e pianoforte al conservatorio.
Nel 1929, dopo il diploma al Liceo umanistico femminile di Merlo-Mevissen a Colonia, H. Domin decide d'iscriversi alla facoltà di giurisprudenza all'università di Heidelberg, dove insegna l'illustre professore Gustav Radbruch.
Insoddisfatta della scelta universitaria decide di cambiare in Teoria economica e Sociologia, vivendo il periodo d'oro di Heidelberg.
È qui che conosce il suo fidanzato Erwin Walter Palm, studente d'archeologia. A causa dell'imminente ascesa del Nazionalsocialismo, Hilde Domin preferisce andare a vivere a Roma con il fidanzato. Durante il soggiorno in Italia ottiene un dottorato di ricerca in Scienze Politiche con il Professore Armando Sapori dell'Università di Firenze, ma nel 1939 è costretta con il compagno a lasciare l'Italia.
Inizialmente si recano in Inghilterra, dove Hilde Domin può riabbracciare i genitori, ma nell'estate del 1940, a causa dell'invasione nazista, è costretta a ripartire.
Dopo aver ottenuto il visto, i (divenuti) coniugi Palm, si recano nella Repubblica Dominicana, dove Erwin Walter Palm ottiene la cattedra di docenza in storia dell'architettura all'università di Santo Domingo; Hilde Domin inizia a lavorare come lettrice di tedesco. La morte della madre, avvenuta nel novembre del 1951, coincide con l'inizio della scrittura di Hilde Domin.
«La poesia era fatta per cambiare la realtà, che era invivibile e la cambiò.»
Grazie ad uno studente tedesco di Heidelberg, che i coniugi Palm ospitano nella loro casa nella Repubblica Domenicana, si riallacciano i rapporti con la Germania, dove decidono di tornare. Prime tappe saranno: Brema, Amburgo, Colonia, Francoforte sul Meno e Monaco. Il soggiorno ha, tuttavia, una breve durata. Nel 1955 si recano in Spagna per tornare definitivamente in Germania solo a partire dal 1957. A Francoforte sul Meno, dove vivono per i primi sei mesi, Domin inizia a pubblicare per le riviste «Akzente» e «Neue Rundschau», nel 1959 viene pubblicata la prima raccolta di liriche (Nur eine Rose als Stütze), seguono nel 1962 la raccolta Rückkehr der Schiffe, nel 1964 Hier, ecc.
Nel 1968 viene pubblicato Das zweite Paradies romanzo d'esilio e ritorno in patria, contenente chiari tratti autobiografici.
Insignita di numerosi premi letterari nel 1987/88 è ormai riconosciuta a livello nazionale come una delle più importanti poetesse tedesche. Nel 1989 le viene assegnata la cattedra di Poetica all'università di Magonza. Seguono altri riconoscimenti e premi letterari finché all'età di 96 anni, il 22 febbraio 2006, Hilde Domin muore a Heidelberg.

## Opere
- Herbstzeitlosen. Gedicht, 1955.
- Ziehende Landschaft. Gedicht, 1955.
- Wo steht unser Mandelbaum. Gedicht, 1957
- Nur eine Rose als Stütze. Gedichte. S. Fischer, Frankfurt am Main 1959, ISBN 978-3-10-015301-2.
- Rückkehr der Schiffe. Gedichte, 1962, Fischer, 6. Auflage 2006, ISBN 978-3-596-12208-0.
- Linguistik. Gedichte. 1963.
- Hier. Gedichte. 1964, ISBN 978-3-10-015303-6.
- Tokaidoexpress. Gedicht. 1964.
- Höhlenbilder. Gedichte. 1968.
- Das zweite Paradies. Roman in Segmenten. 1968.
- Wozu Lyrik heute. Dichtung und Leser in der gesteuerten Gesellschaft. 1968, Fischer, 3. Auflage 2005, ISBN 978-3-596-12204-2.
- Ich will dich. Gedichte. Fischer Taschenbuch, 1970, ISBN 978-3-596-12209-7.
- Von der Natur nicht vorgesehen. Autobiographisches. 1974, Fischer Taschenbuch, 2005, 4. Auflage, ISBN 978-3-596-12203-5.
- Aber die Hoffnung. Autobiographisches aus und über Deutschland. 1982.
- Unaufhaltsam. Gedicht. 1962.
- Rufe nicht.
- Gesammelte Gedichte. S. Fischer, 1987, 6. Auflage 1997, ISBN 3-10-015304-9.
- Das Gedicht als Augenblick von Freiheit. Frankfurter Poetik-Vorlesungen 1987/1988. Fischer Taschenbuch, 4. Auflage 2005, ISBN 978-3-596-12205-9.
- Gesammelte Essays. Heimat in der Sprache. S. Fischer, 1993, ISBN 3-10-015315-4.
- Der Baum blüht trotzdem. Gedichte. 1999, ISBN 3-10-015322-7.
- Magere Kost.
- Haus ohne Fenster.
- Gesammelte autobiographische Schriften. Fast ein Lebenslauf. Fischer, 2005, ISBN 3-596-14071-4.
- Wer es könnte. Gedichte und Aquarelle. Illustriert von Andreas Felger. Präsenz Kunst & Buch, ISBN 978-3-87630-514-1.
- Sämtliche Gedichte. Hrsg. von Nikola Herweg und Melanie Reinhold. S. Fischer, 2009, ISBN 978-3-10-015341-8.

## Traduzioni di opere in italiano
- Hilde Domin, Con l'avallo delle nuvole. Poesie scelte, a cura di Paola Del Zoppo e Ondina Granato, Tivoli (Roma), Del Vecchio Editore, 2011
- Hilde Domin, Alla fine è la parola, a cura di Paola del Zoppo, traduzione di Ondina Granato, Roma, Del Vecchio Editore, 2012 - contiene anche Lettera aperta a Nelly Sachs; Note a margine sul ritorno, trad. di Paola Del Zoppo.
- Hilde Domin, Lettera su un altro continente, a cura di Paola Del Zoppo, traduzione di Ondina Granato, Roma, Del Vecchio Editore, 2014 - contiene anche Di ritorno a New York; Lettera a Klaus Piper (trad. di Valentina Alù); Sisifo, o lo sforzo quotidiano di fare l'impossibile (Trad. di Paola Del Zoppo) (da: Das Gedicht als Augenblick von Freiheit)
- Hilde Domin, Il coltello che ricorda, a cura di Paola Del Zoppo, traduzioni di Valentina Carmela Alù, Maurizio Basili, Nadia Centorbi, Chiara Conterno, Anna Maria Curci, Chiara De Luca, Stefania De Lucia, Paola Del Zoppo, Stefania Deon, Roberta Gado, Ondina Granato, Francesca Pennacchia, Beatrice Talamo

## Premi e riconoscimenti
- 1968: Ida-Dehmel-Literaturpreis der GEDOK
- 1971: Meersburger Droste-Preis
- 1972: Premio Heinrich Heine della Heinrich-Heine-Gesellschaft
- 1974: Premio Roswitha
- 1976: Rilke-Preis
- 1982: Richard-Benz-Medaille der Stadt Heidelberg
- 1983: Premio Nelly Sachs
- 1983: Bundesverdienstkreuz Erster Klasse der Bundesrepublik Deutschland
- 1988: Verdienstorden des Landes Nordrhein-Westfalen
- 1990: Verdienstmedaille des Landes Baden-Württemberg
- 1992: Friedrich-Hölderlin-Preis der Stadt Bad Homburg
- 1992: Hilde-Domin-Preis für Literatur im Exil der Stadt Heidelberg
- 1992: Carl-Zuckmayer-Medaille
- 1993: Hermann-Sinsheimer-Preis der Stadt Freinsheim
- 1993: Ehrenprofessorin des Landes Baden-Württemberg
- 1994: Großes Bundesverdienstkreuz
- 1995: Premio letterario Konrad-Adenauer-Stiftung[5]
- 1999: Jakob-Wassermann-Literaturpreis
- 1999: Staatspreis des Landes Nordrhein-Westfalen
- 1999: Bürgermedaille der Stadt Heidelberg „Für Verdienste um Heidelberg“
- 2004: Ehrenbürgerin der Stadt Heidelberg
- 2005: Großer Preis der Dominikanischen Republik („Orden del Mérito de Duarte, Sánchez y Mella, en el grado de Commendador”, höchste Auszeichnung der Dominikanischen Republik)